# Amphoe Huai Krachao
Huai Krachao (ห้วยกระเจา) est un district (Amphoe) situé dans la province de Kanchanaburi, dans l'ouest de la Thaïlande.
Le district est divisé en 4 tambon et 67 muban. Il comprenait environ 32 600 habitants en 2005.